# عبوة العمل الفدائي
عبوة العمل الفدائي هو مُسمى منحته كتائب عز الدين القسام لقنبلة يدوية مضادة للدروع [الإنجليزية] محلية الصنع، وأكدت كتائب القسام على أنها صنعت وصممت بأيدي الكتائب في غزة. استُخدمت العبوة لأول مرة خلال عملية طوفان الأقصى لمنح أفراد القسام القدرة على المناورة في مواجهة الدروع الإسرائيلية عالية التدريع. وتُشبه آلية عملها القنابل اللاصقة التي استخدمها جنود المشاة خلال هجماتهم على الدبابات من مسافة قريبة في الحرب العالمية الثانية.

## الاستخدام
وأعلن الناطق باسم كتائب القسام أبو عبيدة، عن استخدام عبوة العمل الفدائي، لأول مرة في 31 تشرين الأول/ أكتوبر، مؤكدًا على أنها استخدمت لأول مرة في "طوفان الأقصى"، ضد الدبابات الإسرائيلية.
نشرت كتائب عز الدين القسام فيديو مصور عن أحد مقاتليها يخرج من أحد الأنفاق ويستهداف إحدى دبابات الميركافا في قطاع غزة بهذه العبوة من المسافة صفر، وهو ما نال تغطية كبيرة من وسائل الإعلام. لاحقاً، نشرت القسام فيديو توضيحي عن آلية عمل عبوة العمل الفدائي ومواصفاتها. وظهر أن فاعليتها التدميرية تتحقق إذا ما أُلصقت خلف الدبابة عند مخزن الذخيرة أو بين برج الدبابة وهيكلها.

## المواصفات
- القطر: 105 ملم
- الطول: 57.3 سم
- الوزن: 3.2 كجم
- قدرة الاختراق في الحديد الصلب: 60 سم